# Ґурка (Кротошинський повіт)
Ґурка (пол. Górka) — село в Польщі, у гміні Кобилін Кротошинського повіту Великопольського воєводства.
Населення — 179 осіб (2011).
У 1975-1998 роках село належало до Лешненського воєводства.

## Демографія
Демографічна структура станом на 31 березня 2011 року:
|          | Загалом | Допрацездатний вік | Працездатний вік | Постпрацездатний вік |
| -------- | ------- | ------------------ | ---------------- | -------------------- |
| Чоловіки | 100     | 25                 | 66               | 9                    |
| Жінки    | 79      | 10                 | 51               | 18                   |
| Разом    | 179     | 35                 | 117              | 27                   |